# Sandstone (Australie)
Pour les articles homonymes, voir Sandstone.
Sandstone est une petite ville située en Australie-Occidentale.
Elle a été créée en 1890. Sa population est de 105 habitants en 2011.
À proximité se trouve le cratère de Yarrabubba.